# Échannay
 Échannay  là một xã ở tỉnh Côte-d’Or trong vùng Bourgogne, phía đông nước Pháp. Xã Échannay nằm ở khu vực có độ cao trung bình 420 mét trên mực nước biển.